# Scatella crassicosta
Scatella crassicosta är en tvåvingeart som beskrevs av Becker 1896. Scatella crassicosta ingår i släktet Scatella och familjen vattenflugor. Arten är reproducerande i Sverige. Inga underarter finns listade i Catalogue of Life.